# La ruleta de la suerte
La ruleta de la suerte es un concurso de televisión español emitido por Antena 3 y presentado por Jorge Fernández junto a Laura Moure. La actual etapa dio comienzo en 2006, aunque anteriormente fue emitido por la misma cadena entre 1990 y 1992 y por Telecinco entre 1993 y 1997, en ambas etapas con el nombre de La ruleta de la fortuna. Se trata de la versión española del concurso estadounidense Wheel of Fortune. Además, cabe destacar que fue el programa con el que Antena 3 inauguró sus emisiones regulares en 1990, por lo tanto fue el primer programa de entretenimiento emitido por una televisión privada en España.

## Presentadores
| Presentadores    |      |      |      |      |      |      |      |      |      |      |      |      |      |      |      |      |      |      |      |      |      |      |      |      |      |      |      |      |
| Presentadores    | 1990 | 1991 | 1992 | 1993 | 1994 | 1995 | 1996 | 1997 | 2006 | 2007 | 2008 | 2009 | 2010 | 2011 | 2012 | 2013 | 2014 | 2015 | 2016 | 2017 | 2018 | 2019 | 2020 | 2021 | 2022 | 2023 | 2024 | 2025 |
| ---------------- | ---- | ---- | ---- | ---- | ---- | ---- | ---- | ---- | ---- | ---- | ---- | ---- | ---- | ---- | ---- | ---- | ---- | ---- | ---- | ---- | ---- | ---- | ---- | ---- | ---- | ---- | ---- | ---- |
| Mayra Gómez Kemp |      |      |      |      |      |      |      |      |      |      |      |      |      |      |      |      |      |      |      |      |      |      |      |      |      |      |      |      |
| Ramón García     |      |      |      |      |      |      |      |      |      |      |      |      |      |      |      |      |      |      |      |      |      |      |      |      |      |      |      |      |
| Irma Soriano     |      |      |      |      |      |      |      |      |      |      |      |      |      |      |      |      |      |      |      |      |      |      |      |      |      |      |      |      |
| Bigote Arrocet   |      |      |      |      |      |      |      |      |      |      |      |      |      |      |      |      |      |      |      |      |      |      |      |      |      |      |      |      |
| Mabel Lozano     |      |      |      |      |      |      |      |      |      |      |      |      |      |      |      |      |      |      |      |      |      |      |      |      |      |      |      |      |
| Belén Rueda      |      |      |      |      |      |      |      |      |      |      |      |      |      |      |      |      |      |      |      |      |      |      |      |      |      |      |      |      |
| Fernando Esteso  |      |      |      |      |      |      |      |      |      |      |      |      |      |      |      |      |      |      |      |      |      |      |      |      |      |      |      |      |
| Jesús Vázquez    |      |      |      |      |      |      |      |      |      |      |      |      |      |      |      |      |      |      |      |      |      |      |      |      |      |      |      |      |
| Andoni Ferreño   |      |      |      |      |      |      |      |      |      |      |      |      |      |      |      |      |      |      |      |      |      |      |      |      |      |      |      |      |
| Goyo González    |      |      |      |      |      |      |      |      |      |      |      |      |      |      |      |      |      |      |      |      |      |      |      |      |      |      |      |      |
| Carlos Lozano    |      |      |      |      |      |      |      |      |      |      |      |      |      |      |      |      |      |      |      |      |      |      |      |      |      |      |      |      |
| Diana Fernández  |      |      |      |      |      |      |      |      |      |      |      |      |      |      |      |      |      |      |      |      |      |      |      |      |      |      |      |      |
| Jorge Fernández  |      |      |      |      |      |      |      |      |      |      |      |      |      |      |      |      |      |      |      |      |      |      |      |      |      |      |      |      |
| Carlos Sobera    |      |      |      |      |      |      |      |      |      |      |      |      |      |      |      |      |      |      |      |      |      |      |      |      |      |      |      |      |
| Arturo Valls     |      |      |      |      |      |      |      |      |      |      |      |      |      |      |      |      |      |      |      |      |      |      |      |      |      |      |      |      |
| Juanra Bonet     |      |      |      |      |      |      |      |      |      |      |      |      |      |      |      |      |      |      |      |      |      |      |      |      |      |      |      |      |

     Presentador sustituto por un día.

### Copresentadoras
| Copresentadoras  |      |      |      |      |      |      |      |      |      |      |      |      |      |      |      |      |      |      |      |      |
| Copresentadoras  | 2006 | 2007 | 2008 | 2009 | 2010 | 2011 | 2012 | 2013 | 2014 | 2015 | 2016 | 2017 | 2018 | 2019 | 2020 | 2021 | 2022 | 2023 | 2024 | 2025 |
| ---------------- | ---- | ---- | ---- | ---- | ---- | ---- | ---- | ---- | ---- | ---- | ---- | ---- | ---- | ---- | ---- | ---- | ---- | ---- | ---- | ---- |
| Paloma López     |      |      |      |      |      |      |      |      |      |      |      |      |      |      |      |      |      |      |      |      |
| Laura Moure      |      |      |      |      |      |      |      |      |      |      |      |      |      |      |      |      |      |      |      |      |
| Bárbara González |      |      |      |      |      |      |      |      |      |      |      |      |      |      |      |      |      |      |      |      |

## Banda
Desde el 13 de marzo de 2012, empezó a formar parte del programa la banda de La ruleta de la suerte, la cual se dedica a ambientar musicalmente el programa, ya sea interpretando las canciones de las Pruebas velocidad (y sus variantes) una vez hayan sido descubiertas por los concursantes como tocar una pieza musical durante las cortinillas, además de presentar, al inicio del programa, tanto a los concursantes como a los presentadores.
| Miembro         | Instrumento                  |
| --------------- | ---------------------------- |
| Joaquín Padilla | Voz y guitarra               |
| Jota Bejarano   | Voz y guitarra (sustitución) |
| José del Val    | Batería                      |
| Chema Bejarano  | Teclado                      |

### Banda La ruleta Noche
| Miembro         | Instrumento    |
| --------------- | -------------- |
| Joaquín Padilla | Voz y guitarra |
| Tayra Taylor    | Voz            |
| Chema Bejarano  | Teclado        |
| Susan Santos    | Guitarra       |
| Sara G. Torrres | Batería        |
| Esdras Boyajian | Saxofón        |

## Mecánica
En cada programa compiten tres concursantes identificados con los colores de los atriles que ocupan (azul, rojo y amarillo). Delante de ellos se sitúa una enorme ruleta dividida en 24 gajos en los que se encuentran escritas cifras económicas y entre los cuales se sitúan gajos especiales con un efecto que puede ser positivo o negativo para el concursante. Al otro extremo del plató se sitúa un panel compuesto por 52 casillas, en el cual se muestra un texto oculto detrás de las casillas en blanco, una casilla por cada letra, del que el presentador dará una pista acerca de este. El objetivo de los concursantes es descubrir el texto que se encuentra oculto en el panel revelando cada una de las letras que lo conforman.
El concursante que tenga el turno debe hacer girar la ruleta en sentido de las agujas del reloj, intentando dar, al menos, media vuelta a esta. Cada atril lleva incorporado una flecha, la cual señala el gajo al que cae y que afectará al concursante que lo ocupa. Si es una cifra económica, el concursante deberá decir una consonante, la cual, si está en el panel, se descubrirá todas las veces que esa consonante se encuentre y se le sumará en su marcador la cifra señalada en la ruleta multiplicada por el número de veces que aparezca esa consonante. Si tiene el dinero suficiente, podrá comprar una vocal pagando el precio con el dinero ganado y descubriendo todas las veces que la vocal se repita en el panel.
Si el concursante ha acertado podrá seguir jugando, pero si la consonante o vocal dicha por este no se encuentra en el panel o tarda demasiado tiempo en decir una consonante, perderá el turno, el cual pasará al siguiente concursante a su izquierda. También se perderá el turno si se cae en determinados gajos especiales negativos como el de Quiebra (antes llamada Bancarrota), que además pone el marcador a cero, y el de Pierde Turno. Los concursantes pueden tirar la ruleta mientras hayan consonantes disponibles en el panel y, cuando se agoten, deben resolverlo o comprar vocal si se tiene dinero y quedan vocales. Si mientras resuelven el panel fallan al adivinar el texto, es otro motivo de pérdida de turno.
Algunos paneles tienen mecánicas especiales que pueden llegar a no requerir el uso de la ruleta, por ejemplo, paneles en los que se van descubriendo automáticamente casilla por casilla y los concursantes deben utilizar el pulsador de su atril para poder resolver el panel y llevarse como premio una cifra fijada y el turno para el siguiente panel.
A lo largo del programa se juega un número de paneles que ha variado con el tiempo, desde tres paneles, en la primera época, hasta más de diez, en la etapa actual. La cantidad de paneles depende de la duración en que se resuelve cada panel y del tiempo disponible en el programa. 
En la primera época, el primer panel siempre lo comenzaba el concursante de la izquierda, el segundo el central y el tercero el de la derecha. Actualmente, cada panel lo empieza a jugar el concursante que haya acertado la Prueba de Velocidad (en cualquiera de sus variantes) o el Panel con Crono. También está la posibilidad de que el panel lo comience el siguiente concursante por turno al que haya acertado el panel anterior.
Tras haber jugado a todos los paneles, el concursante que haya acumulado más dinero pasará a la Ruleta Final, cuya mecánica también ha variado con el tiempo, pero siempre ha consistido básicamente en, con un número de consonantes y vocales propuestas, resolver un panel en diez segundos para ganar un premio que también ha variado con el tiempo. Antiguamente, se decían seis consonantes y una vocal, y en la actualidad, de forma similar a la versión estadounidense, el programa pone cuatro consonantes y una vocal, siempre las mismas aunque han ido cambiando periódicamente, y el concursante añade al menos tres consonantes y una vocal más, que pueden ser más si a lo largo del programa ha ganado las bonificaciones adecuadas.
Desde el 13 de septiembre de 2016, a todos los concursantes que acaben el programa con 0 € se les otorgan 100 € como premio de consolación por haber pasado por el programa.

### Programas con normas especiales

#### Black Friday
Este especial se celebró el 24 de noviembre de 2017. En él, se alteraron ligeramente las reglas del programa:
- Las vocales valían 25 € en lugar de los 50 € habituales.
- Las Pruebas de Velocidad otorgaban 200 € en lugar de 100 €.
- El Panel con Crono se jugó por 600 € en lugar de por 300 €.
- En la Ruleta Final, si el concursante conseguía resolver el panel (algo que no sucedió), ganaba un 50% más de lo que hubiera en el sobre. Es decir, si en el sobre había 4 000 €, habría ganado 6 000 € en total (4 000 € + 2 000 €).
- Durante los paneles con ruleta, los concursantes podían ganar una serie de premios físicos que se iban mostrando en dos pantallas situadas debajo del panel. Estos premios iban cambiando cada cierto tiempo. Cuando el concursante resolvía el panel, se llevaba el premio que apareciera en ese instante en la pantalla, además de lo que ya hubiera ganado.
  - Además de los premios, también se dejaron ver un Comodín y un Todas las Vocales.
- Hubo dos gajos especiales en la ruleta de Black Friday, uno de 100 € y otro de 150 € que permitían volver a decir otra consonante por el mismo precio.

#### Programas durante la pandemia del COVID-19
Tras la declaración del estado de alarma en España el 14 de marzo de 2020 debido a la COVID-19, el programa detuvo sus grabaciones y estuvo emitiendo reposiciones de los últimos años desde el 20 de marzo hasta el 30 de junio del mismo año. En ese periodo quedaron programas grabados que nunca se emitieron hasta septiembre de 2022. Desde el 2 de julio de 2020 hasta el 20 de mayo de 2022, se han emitido nuevos programas grabados con todas las medidas de seguridad posibles para evitar contagios entre concursantes. De esta forma, se realizaron las siguientes modificaciones en el plató y en la mecánica del juego:
- Entre julio de 2020 y octubre de 2021, el aforo del público se redujo aproximadamente en un 50%, y los huecos libres fueron sustituidos por luces de colores triangulares similares a todas las que decoran las paredes del plató, funcionando de la misma manera.
- Los concursantes y el presentador estaban separados entre sí por mamparas.
- Cada concursante disponía en su atril de un bote de gel hidroalcohólico para limpiarse las manos durante el transcurso del programa, especialmente cuando finalizaba su turno. Estos botes estaban coloreados con el color del atril en el que se encontraban.
- El inicio del programa cambió y se parecía más al clásico: los concursantes se encontraban en sus atriles y se introducía a cada uno de ellos, apareciendo después en plató la copresentadora y el presentador por separado. Tras el fin de la primera prueba de velocidad, cada concursante se presentaba antes de empezar a jugar con la ruleta.
- Los concursantes disponen de un almacén de réplicas de gajos, situado detrás de los pulsadores y del área donde habitualmente se colocan los gajos. En lugar de ser el presentador quien le otorga la réplica tras levantar un gajo, cada vez que un concursante levanta un gajo, guarda el gajo grande en un soporte situado debajo de su atril y coloca su propia réplica.
  - Si un concursante caía en Se lo Doy, el concursante afectado guardaba sus réplicas y el concursante que recibía los gajos colocaba las suyas en el espacio habilitado para ello. Al usar el me lo quedo se realizaba la acción contraria.
  - Para adaptarse a estas limitaciones, los gajos de Interrogación y Gran Premio dejaron de estar en juego: en el primer caso puede ocultar gajos como el Comodín y Todas las Vocales, lo cual implicaría tener dos réplicas por gajo en cada almacén. Por lo que respecta al segundo, entregar el gran premio en caso de Me lo Quedo o Se lo Doy implica también entregar los gajos grandes, lo cual provocaría contacto entre concursantes.
- Al final del programa, el presentador no se despedía de los concursantes en sus atriles, sino que lo hacía desde su lugar.
- La copresentadora dejaba de ofrecer los sobres de la Ayuda Final y pasaban a estar colocados en un atril de cristal situado al lado de la ruleta.
- En la Ruleta Final, se incrementó la distancia entre el presentador y el concursante, y es el presentador quien retira el sobre de la ruleta.
- No hubo edición de verano en 2020, solo se hicieron programas normales (excluyendo los programas de los sábados y domingos entre el 4 de julio hasta el 30 de agosto, ya que eran reposiciones).
- Los especiales de Navidad se reformularon: comenzaron el 4 de diciembre de 2020 y se mantuvo la mecánica del regalo de Navidad. El gajo de Navidad tuvo una utilidad completamente distinta. En lugar de acumular gajos para responder preguntas de la ruleta de los sobres, en este caso el gajo se levantaba y servía para evitar perder el regalo en la Quiebra o, si el concursante lo había perdido ya, recuperarlo. Los programas navideños de 2021 mantienen la mecánica, pero en vez del regalo de Navidad, hay tres renos (uno de cada color) situados en los atriles de los concursantes.

El 24 de octubre de 2022, se emitió el primer programa completamente nuevo y el programa volvió a la normalidad. A pesar de que ya no hay reglas de distancia en el plató, muchos de los cambios introducidos durante la pandemia se mantienen, con alguna variación:
- Las réplicas de los gajos las siguen teniendo los propios concursantes. Sin embargo, ahora los concursantes se los pueden entregar entre ellos cuando usan el Me lo Quedo o caen en Se lo Doy.
- De los elementos retirados del juego, el de Gran Premio es el único que regresa, manteniendo sus reglas originales, y son los dos únicos gajos que el presentador lleva personalmente a los atriles de los concursantes.
- La copresentadora vuelve a ofrecer los sobres de la Ayuda Final.

### La ruleta
Es el elemento principal y la que da título al programa. La progresión de los concursantes en el juego depende de esta ya que puede hacer sumar dinero a sus marcadores, proporcionarles una ayuda o seguro o quitarles el turno o el dinero ganado. Está dividida en 24 gajos de diferentes colores y de diferentes funciones sobre el juego.

#### Gajos fijos
Son los gajos que forman parte de la ruleta durante todo el juego y, por lo tanto, no se pueden levantar de esta. Su impacto sobre el juego es el más básico.

##### Cifras
Son los gajos más importantes del juego, puesto que son con los que se gana dinero. Una vez que los concursantes caen en ellos, deben decir una consonante y añaden al marcador una cantidad equivalente a la cifra en la que hayan caído multiplicada por el número de veces que se hallara esa consonante en el panel. Actualmente, las cifras son 0 € (introducida el 27 de septiembre de 2012), 25 €, 50 €, 75 €, 100 €, 150 € y 200 €. En los primeros programas, había gajos de 250 € en lugar de los de 75 €. Desde el 21 de abril de 2025, durante la celebración del decimonoveno aniversario del programa, la cantidad de 0 € forma parte del gajo X2 /0/ 1/2.
En la última etapa de La Ruleta Premium, las cifras con las que se jugaba eran 100 €, 150 €, 200 €, 300 €, 500 €, 600 € y 800 €, aunque al principio se jugaba también con 50 € en lugar de 800 € y con 75 € en lugar de 600 €.
Desde la 5.ª temporada los gajos siguen una secuencia de color, puramente estética. Dicha secuencia de las cifras es, de derecha a izquierda, en el momento en el que la flecha señala el gajo: verde, rojo, morado, azul y amarillo. La cifra de 0 € era siempre de color gris hasta el 31 de agosto de 2015, cuando pasó a ser azul oscuro. En ciertas configuraciones de la ruleta, por necesidades del programa, no se ha seguido puntualmente esa secuencia o no han aparecido todas las cifras existentes.
En especiales con famosos se suele retirar del juego el gajo de 0 €, para ser reemplazado por otra cifra de valor.
En La Ruleta Noche, la ruleta presentaba cifras más altas, entre las que se jugaban cantidades de 150 €, 200 €, 250 €, 300 €, 400 €, 500 €, 600 €, 700 €, 750 €, 1 000 €, 1 500 € y 2 000 €, aparte del gajo de 0 €.

##### Pierde Turno
Si se cae en este gajo, el concursante el turno y este pasa al siguiente. El gajo es blanco con las letras en negro.

##### Quiebra
Al caer en este gajo, además de perder el turno como en el gajo Pierde Turno, también se pierde el dinero acumulado en el marcador y los premios que se posea durante ese panel. El gajo es negro con la palabra en blanco.

##### Se lo Doy
Fue introducido el 6 de mayo de 2019, coincidiendo con el especial del decimotercer aniversario del programa. Si un concursante cae en él, debe entregar su dinero y sus gajos a cualquiera de sus contrincantes, sin pedir una consonante previamente, y sin perder el turno. Este gajo suele retirarse del juego en especiales con famosos. El gajo es de color azul celeste con las letras de color fucsia.
El regalo de Navidad (de 2017 a 2020), el reno de Navidad (solamente en 2021) y el árbol de Navidad (a partir de 2022) y la tarta de los 15 años (solamente durante la semana del decimoquinto aniversario), eran los únicos elementos que no se podían dar con este gajo, ya que estaban asignados por colores de forma permanente.

##### X2 /0/ 1/2
Fue introducido el 21 de abril de 2025, coincidiendo con el decimonoveno aniversario del programa. Se trata de un gajo que está formado por 3 minigajos: el de X2, el de 0 € y el de 1/2. Dependiendo del minigajo en que el concursante caiga, se le multiplica por dos su cantidad de dinero, no se le suma nada o se le divide a la mitad, teniendo una probabilidad del 33% de caer en cada uno (al contrario que en la versión individual de cada gajo, algo beneficioso para el concursante). La introducción de este gajo supone la retirada de las versiones individuales de los 3 gajos. Cada minigajo presenta la misma apariencia que tenían estos en su versión individual.
En los programas veraniegos, este triple gajo desaparece y es reemplazado por los gajos individuales de X2 y 1/2, a excepción del gajo de 0 €, el cual es reemplazado por el gajo de Verano 300.

#### Gajos añadidos
Son gajos que se hallan encima de cualquiera de los gajos anteriormente mencionados y que, al caer en ellos, se han de levantar. En los primeros programas, el diseño de estos gajos se trataba de la parte superior de estos, siendo de un tamaño más pequeño, y los cuales llevaban su rótulo escrito de manera horizontal pero, más adelante, el diseño se expandió a todo el gajo y el rótulo pasó a ser escrito verticalmente tal y como estaban escritos en el resto de gajos. Desde el 31 de agosto de 2015, el presentador le intercambia el gajo a los concursantes por una réplica en pequeño del mismo para que lo sitúen a su derecha en sus respectivos atriles. Hay algunos de ellos que se pueden utilizar en determinados momentos para causar efectos sobre el juego. Hasta el año 2013, si un gajo se había levantado y utilizado, volvía a estar en juego en el siguiente panel.

#### Durante todo el programa
Los siguientes gajos están desde el principio del programa hasta el final.

###### Comodín
Este gajo existe desde el primer programa y puede utilizarse en cualquier instante en el que el concursante vaya a perder el turno para evitarlo. Sin embargo, no tiene ningún efecto sobre la de Quiebra: lo pueden utilizar tras caer en Quiebra pero empezarían desde cero. A partir del 6 de mayo del 2013, es una de las tres opciones disponibles para usar el Supercomodín. El gajo es azul oscuro con la palabra en blanco.

###### Premio
Existe desde el primer episodio del programa. Este gajo contiene un premio físico en el reverso del mismo, que el concursantes se puede llevar una vez hayan resuelto el panel en el que lo haya levantado. En ese caso, se sumaría al marcador el precio en el que está valorado el premio para representar que se lo ha llevado. El Premio es vulnerable a la Quiebra. El gajo es amarillo anaranjado con la palabra en blanco.

###### Ayuda Final
Fue añadido en el programa número 1 000, el 26 de abril de 2010. Este gajo no se puede utilizar hasta que llegue la final del programa. Si un concursante consigue este gajo y llega a la final con él, se le ofrecerán tres sobres para tener una ayuda extra en la Ruleta Final. Las tres posibilidades son: consonante extra, vocal extra o cinco segundos extra. A partir del 6 de mayo del 2013, es una de las tres opciones disponibles para usar el Supercomodín. Antes del 31 de agosto de 2015, se ofrecía una pista extra en lugar de cinco segundos extra. El gajo es rosa y azul con las palabras en blanco.

###### Doble Letra
Apareció por primera vez el 14 de septiembre de 2011. Permite decir una consonante extra tras haber acertado la primera al tirar la ruleta para multiplicar por la misma cifra en la que haya caído al tirar (también se puede utilizar en los gajos X2 y 1/2 para volver a multiplicar por dos o dividir entre dos, aunque esta última opción, por motivos obvios, nunca se ha elegido). A partir del 6 de mayo del 2013, es una de las tres opciones disponibles para usar el Supercomodín. El gajo es verde claro con las palabras en blanco.
Este gajo no estuvo disponible durante los programas de verano de 2021. Tampoco estuvo disponible durante la primavera de 2022, pero volvió el 4 de julio de 2022, coincidiendo con el inicio de la temporada de verano. Una vez finalizada, permaneció en la ruleta.

###### Me lo Quedo
Fue introducido el 27 de septiembre de 2012. Con este gajo, el concursantes puede, después de decir una consonante en cualquier tirada, arrebatarles el dinero del marcador y todos los gajos que tenga otro de los dos concursantes. El gajo es rojo con las palabras en blanco.
El regalo de Navidad (de 2017 a 2020), el reno de Navidad (solamente en 2021) y el árbol de Navidad (a partir de 2022) y la tarta de los 15 años (solamente durante la semana del decimoquinto aniversario) eran los únicos elementos que no se podían robar con este gajo, ya que estaban asignados por colores de forma permanente.

###### Todas las Vocales
Fue introducido el 17 de abril de 2015, coincidiendo con la celebración del noveno aniversario del programa. Este gajo se puede utilizar en cualquier panel para revelar todas las vocales que haya en el mismo, sin coste alguno y sin riesgo a perder el turno si alguna de ellas no está. El gajo es rojo anaranjado con las palabras en blanco.

###### Empiezo Yo
Fue introducido el 16 de abril de 2018, coincidiendo con el comienzo de las celebraciones del duodécimo aniversario del programa. El concursante que posea este gajo puede utilizarlo para empezar un panel en caso de que no sea su turno (incluido el Panel con Crono, que se juega sin ruleta). El gajo es color azul marino con las letras amarillas.
En un programa de 2020, se dio la circunstancia de que un jugador ganó la Prueba de Velocidad previa al Panel con Bote, no usó el gajo y resolvió dicho panel rápidamente, por lo que pudo usar este gajo en el panel extra que se jugó. Este hecho, sin embargo, no es habitual en el juego, y en otras ocasiones en las que esto ha sucedido no se ha dado la opción de usarlo.

###### 3 por 100
Fue introducido el 18 de abril de 2024, en la final de la celebración del decimoctavo aniversario del programa. Cuando un concursante cae en él y pide una consonante que se encuentre en el panel, lo levanta de la ruleta e, inmediatamente, pide tres consonantes seguidas. Después, se revelan una a una en el panel, por 100 € cada una. Si alguna de las tres no está, o si el concursante pide una consonante repetida, el concursante pierde el turno y no se revelan las posibles consonantes restantes (por ejemplo, si falla con la primera o la segunda). El gajo es gris oscuro con las letras verde oscuro.

##### Gajos temporales
Estos gajos no están presentes desde el principio del programa, sino que aparecen durante un panel o a partir de un momento determinado del programa.

###### Bote
Existe desde la primera emisión del programa (18 de abril de 2006), y solo aparece en el Panel con Bote. Si un concursante cae en él y resuelve el panel después de decir la consonante pertinente, ganará lo que haya en el bote más lo que haya en su marcador. El gajo es dorado y brillante con la palabra en negro.

###### Gajos promocionales
En alguna ocasión, estos gajos aparecen desde el tercer panel con ruleta y representan a una determinada marca comercial. Si un concursante cae en uno de ellos, tras un espacio publicitario, el concursante levanta el gajo, donde puede haber un premio físico o en metálico, dependiendo del patrocinador. En cualquier caso, actúan como un premio normal y solo se suman al marcador en caso de resolver el panel. En caso de que nadie lo levante, el espacio publicitario tiene lugar igualmente antes de que termine el tiempo de juego. Antes de febrero de 2015 estaban presentes desde el primer panel.

###### Quiebra/1 000/Quiebra
Este gajo se añadió en el programa del segundo aniversario del programa, el día 17 de abril de 2008. Este gajo ocupa tres espacios, como todos, pero está dividido en tres minigajos en el que cada uno de ellos es distinto: a cada extremo hay minigajos de Quiebra, y en medio hay otro de 1 000 €, siendo la cifra más alta de la ruleta y a la vez la más inaccesible. Además, para aumentar la dificultad de caer en dicho espacio, desde 2019 el gajo suele ubicarse junto a otros gajos negativos como 1/2 y Pierde Turno. Habitualmente, este gajo aparece a partir del tercer panel con ruleta y desaparece para jugar el último panel, aunque en ocasiones ha aparecido antes o después. Si no ha aparecido antes del último panel por cuestiones de tiempo, a veces está disponible en este. Antes de septiembre de 2008, era un gajo que estaba desde el principio hasta el final del programa. Los minigajos de Quiebra presentan la misma estética que su versión normal mientras que la zona de 1 000 € es roja con los números en blanco.
En La Ruleta Premium, este gajo estaba durante todo el programa, pero siempre estaba debajo del gajo de 10 000/30 000/50 000, y hasta que alguien no lo levantaba no se podía caer en él. Por ese motivo, si alguien no había caído en el gajo de 10 000/30 000/50 000 antes de llegar el Panel con Bote, el gajo Bote se colocaba en otro lugar, y si alguien levantaba el gajo de 10 000/30 000/50 000 era la única probabilidad de ver ese gajo en el último panel. Cuando el Panel Premium era el último seguía en la ruleta.
Ha habido casos en los que el valor central de este gajo ha sido diferente, y como excepción, han estado presentes desde el primer panel pero retirados en el Panel con Bote:
- Programa número 1 500 (11 de junio de 2012): 1 500 €
- Programa número 2 000 (12 de septiembre de 2014): 2 000 €
- Especial decimotercer aniversario (6 de mayo de 2019): 1 013 €

###### Gran Premio
Fue introducido el día 19 de abril de 2012, coincidiendo con la celebración del sexto aniversario del programa en antena. Realmente no es un gajo, sino dos gajos colocados juntos en la ruleta de tal forma que parece que formen un gajo grande. El concursante debe caer en los dos gajos, levantarlos y resolver el panel en el que se haya levantado el segundo gajo para llevarse un premio con más valor que los premios simples. Si dos concursantes distintos caen cada uno en un gajo y los levantan, solo se podrán llevar el Gran Premio en caso de que uno de ellos posea el gajo Me lo Quedo y le quite el gajo al concursante que lo tenga (o bien, si el Me lo Quedo está todavía en la ruleta, que caigan en él y le puedan quitar la otra parte al otro concursante). Si el Me lo Quedo ya se ha usado previamente o lo tiene el tercer concursante, la oportunidad de que alguien se llevara este premio era cayendo en el Se lo Doy dándole la primera parte al concursante que tuviera la segunda (anteriormente, el presentador retiraba directamente los dos gajos, puesto que no existiría ninguna forma de llevárselo). Si solo se ha levantado un gajo, es invulnerable a la Quiebra, pero si se han levantado los dos se pierden, incluso si los gajos los tienen dos concursantes distintos. Los gajos son azul y azul verdosos con las palabras en blanco.
Aparece a partir del tercer panel con ruleta (previamente, estaba disponible durante todo el programa). Este gajo estuvo ausente desde el 2 de julio del 2020 hasta el 2 de septiembre de 2022 a causa de la pandemia del COVID-19.

###### Exprés
Este gajo fue añadido el día 31 de agosto de 2015. Aparece en el tercer panel con ruleta y desaparece antes de jugar el último panel, si nadie ha caído en él. Cuando un concursante cae en él, debe decir una consonante y, si es correcta, se le da la opción de afrontar el reto del Exprés. Si lo afronta, ha de levantar el gajo y, desde ese momento, el concursante tiene 45 segundos para resolver el panel, y durante este tiempo puede pedir consonantes por 50 € o comprar vocales (también se puede usar directamente el gajo Todas las Vocales, pero durante el tiempo del reto), todo ello sin tirar de la ruleta. Sin embargo, si se acaba el tiempo o bien falla con alguna consonante, vocal o al resolver el panel, al concursante se le aplica una Quiebra. El gajo es rojo con la palabra en blanco.

#### Supercomodín
Fue introducido, junto con el Panel de la Letra Oculta, el 6 de mayo de 2013. Cuando un concursante da con la letra oculta que se encuentra en este panel, se le entrega el Supercomodín, el cual lo gana si acierta el panel. El Supercomodín es un gajo especial que se puede utilizar en cualquier momento del juego de diferentes maneras: como Comodín para mantener el turno, como Doble Letra para decir una letra por la misma cantidad que la anterior o como Ayuda Final para tener una ayuda extra en la Ruleta Final. Se trata de una peana con el logotipo del programa de la cual salen por encima de esta versiones en miniatura de los 3 gajos por lo que puede ser utilizado.

#### Gajos eliminados

##### Interrogación (?)
Este gajo existió desde el primer episodio del programa. Una vez que un concursante caía en él, debía pedir una consonante y, si estaba, el presentador le presentaba tres opciones que podía haber debajo del gajo, normalmente una mala, una intermedia y una buena en ese orden. El concursante debía decidir si lo levantaba o si seguía tirando de la ruleta normalmente. Entre las opciones malas, podía haber Quiebra, Pierde Turno o 1/2. Entre las opciones buenas, podía haber 100 €, 150 €, 200 €, 300 €, 400 €, 500 €, X2, Comodín o Todas las Vocales. El gajo era amarillo con el símbolo ? en blanco.
Antes del 31 de agosto de 2015, el gajo funcionaba de forma distinta. El presentador ofrecía dinero al concursante (como máximo 300 euros), y el concursante debía elegir entre aceptar el dinero o arriesgar a levantar el gajo cuyas opciones eran similares a las actuales. En la última etapa de esta versión del gajo, podía contener 100 €, 200 €, 300 €, 500 € o Quiebra. En el pasado había escondido también 50 €, 150 €, 600 €, Comodín, X2, 1/2 y Me lo Quedo (en dos programas). Durante la temporada 2008-2009 solía haber dos gajos de Interrogación sobre la ruleta, una enfrente de la otra. En La Ruleta Premium, este gajo podía albergar 100 €, 200 €, 300 €, 500 €, 600 € o Comodín, y el presentador podía ofrecer hasta 300 € por no levantarlo.
Este gajo no estuvo presente durante los veranos de 2017, 2018 y 2019, siendo sustituido por los tres peces gajo, cuyo funcionamiento era muy similar. Se retiró el 2 de julio del 2020, a causa de la pandemia del COVID-19, y aunque apareció en varios programas grabados en 2020 y emitidos después del verano de 2022, no se recuperó cuando empezaron los programas de la nueva temporada.

##### X2 / 1/2
Este gajo se introdujo el día 17 de abril de 2008. Si un concursante caía en él y lo levantaba podía salir un X2 o un 1/2. Desapareció en septiembre de 2009 siendo sustituido por los actuales X2 y 1/2, gajos fijos en la ruleta. El gajo era rojo con los símbolos y números en blanco.

##### Quiebra/Comodín
Fue añadido en la temporada 2009-2010. Al caer en él, el concursante podía arriesgarse a levantarlo o no. Si no lo levantaba, seguía con su turno, y si lo levantaba, debajo podía encontrarse con un Comodín o una Quiebra. Fue el único gajo que no aparecía en La Ruleta Premium, ya que el resto de gajos seguían estando. Su última aparición tuvo lugar el día 26 de septiembre de 2012. El gajo era negro con las palabras a cada lado en blanco.

##### Desbloquear
Solo aparecía en el Panel Bloqueado. En caso de que un concursante cayera en él y dijera una consonante que estuviera en el panel, se desbloqueaba la palabra entera y, a su vez, se revelaban todas las letras que formaban la palabra bloqueada en el resto del panel, en caso de que estuvieran o de que no estuvieran ya colocadas. Por ejemplo, si la palabra bloqueada era animal, se desbloqueaba esa palabra y se revelaban todas las A, N, I, M, y L que hubiera en el panel. El gajo era verde con la palabra en blanco.

##### Recuerda
Este gajo fue añadido el día 18 de abril de 2017, y solo aparecía en el Panel Recuerda, que dejó de jugarse a partir del 2 de julio de 2020. Si un concursante caía en él, lo levantaba y si resolvía el panel sumaba a lo que haya conseguido por su cuenta el mismo dinero que se llevó el concursante que resolvió el panel en su día. El gajo es azul e incluía los diferentes logos que ha tenido el concurso.
Aunque reapareció el 26 de septiembre del 2022 debido a que durante septiembre y octubre se emitieron programas grabados en 2020, cuando la nueva temporada empezó el 24 de octubre de 2022 este gajo no se recuperó.

##### X2
Al caer en este gajo, el concursante debe decir una consonante, y si está en el panel, se multiplica por dos el dinero que posea en ese momento en el marcador. Tras estar presente en la etapa de Telecinco, en octubre de 2009, regresó sustituyendo al gajo X2 / 1/2. El gajo es verde con el símbolo en blanco. Desde el 21 de abril de 2025, coincidiendo con la celebración del decimonoveno aniversario del programa, este forma parte del gajo X2 /0/ 1/2.
Este gajo no estuvo presente durante los veranos de 2017 y 2018 (a excepción del primer programa de verano de 2018), siendo sustituido por uno de los gajos de verano.

##### 1/2
Al caer en este gajo, el concursante decir una consonante, y si está en el panel, se divide entre dos el dinero que posea en ese momento en el marcador, redondeando a la baja (si un concursante tiene 75 € y divide su marcador, este pasa a tener 37 € en lugar de 37,5 €). Apareció por primera vez en octubre de 2009, sustituyendo al gajo X2 / 1/2. El gajo es rojo con el símbolo en blanco. Desde el 21 de abril de 2025, coincidiendo con la celebración del decimonoveno aniversario del programa, este forma parte del gajo X2 /0/ 1/2.
Este gajo no estuvo presente durante los veranos de 2017 y 2018 (a excepción del primer programa de verano de 2018), siendo sustituido por uno de los gajos de verano.

#### Gajos especiales
Ha habido gajos que solamente se han utilizado en programas especiales (o varios de ellos).

##### Padrino
Se utilizaron en un especial realizado en primavera de 2011 protagonizado por tres parejas a punto de casarse, y había tres de ellos en la ruleta. Si una pareja lo levantaba, lo podía usar en cualquier momento para pedir ayuda al padrino de la boda (el cual los acompañaba en plató) para resolver los paneles. Los gajos eran azul claro con la palabra en blanco.

##### Programas de Antena 3
En el programa del día 27 de noviembre de 2013 se celebró un especial dedicado a los programas de Antena 3, donde todos los paneles estaban relacionados con la cadena. De manera adicional, en la ruleta se colocaron seis gajos especiales, cada uno con el logotipo de seis programas: ¡Ahora caigo!, Atrapa un millón, El Hormiguero 3.0, Espejo público, Karlos Arguiñano en tu cocina, y el suyo propio, el de La ruleta de la suerte. Si se levantaba uno de ellos, el presentador del programa en cuyo gajo había caído el concursante escogía uno de los cinco sobres de los que disponía, que podían contener 350 €, 400 €, 450 €, 500 € y otra cantidad desconocida, ya que no se llegó a ver. Esta cifra se sumaría al marcador del concursante si conseguía resolver en posesión del gajo.

##### Aniversario
Este gajo ha estado presente en los especiales del noveno (14, 15, 16 y 17 de abril de 2015) y decimotercer aniversario (6 de mayo de 2019), en este caso por duplicado.
Si un concursante caía en él y decía una consonante correcta, El presentador le daba un gajo pequeño igual al de la ruleta, y si resolvía el panel tenía derecho a escoger un sobre (o más, dependiendo de los mini-gajos que tuviera) de la ruleta de las preguntas formada por sobres de colores. Cada sobre contenía una pregunta y una cifra, la cual el concursante ganaba si contestaba correctamente a una pregunta relacionada con la historia del programa.

##### Verano/Navidad
Estos gajos son idénticos y aparecen en las temporadas de verano y Navidad del programa desde el año 2016. Al caer en uno de los dos gajos que hay en la ruleta, que están durante todo el programa, reciben una réplica del mismo que, si resuelven el panel, les da derecho a elegir un sobre de la ruleta de las preguntas. Si contestan correctamente una pregunta de tres opciones, añaden a su marcador 100 €, 150 €, 200 €, 250 €, 300 €, 350 €, 400 €, 450 € o 500 €. Durante un mismo panel, se puede conseguir más de un gajo y, de esta forma, contestar varias preguntas tras resolver un panel. Dichos gajos se pierden al caer en quiebra, pueden ser robados con el me lo quedo y se han de entregar al caer en el se lo doy.
El día 20 de diciembre de 2018, el presentador mencionó la posibilidad de usar la doble letra para obtener un segundo gajo, aunque el concursante en cuestión decidió no hacerlo.
Las fechas de aparición de los gajos, hasta el momento, han sido las siguientes:
Verano:
- 2016: 8 de julio - 19 de agosto (en esta temporada, solamente había un gajo y no estaba presente en el panel con bote)
- 2017: 7 de julio - 18 de agosto (sustituyeron a los gajos X2 y 1/2)
- 2018: 2 de julio - 31 de agosto (sustituyeron a los gajos X2 y 1/2 durante todo el verano excepto en el primer programa, que solo hubo uno y sustituyó a una cifra de la ruleta)
- 2019: 1 de julio - 30 de agosto
- Debido a la pandemia de COVID-19, no hubo edición de verano en 2020
- 2021: 28 de junio - 27 de agosto (en esta temporada, este gajo contaba como una cifra de 300 €)
- 2022: 4 de julio - 2 de septiembre (también contaba como una cifra de 300 €)
- 2023: 3 de julio - 24 de agosto (en esta temporada, también contaba como una cifra de 300 €)

Navidad:
- 2016: 9 de diciembre de 2016 - 5 de enero de 2017 (en esta temporada, los gajos no se perdían al caer en quiebra)
- 2017: 7 de diciembre de 2017 - 5 de enero de 2018
- 2018: 5 de diciembre de 2018 - 4 de enero de 2019
- 2019: 9 de diciembre de 2019 - 3 de enero de 2020 (sustituyeron a los gajos X2 y 1/2)
- 2020: 4 de diciembre de 2020 - 5 de enero de 2021 (en esta temporada de Navidad, estos gajos funcionaban de forma distinta: cuando un concursante caía en él, tras decir una consonante correcta, lo levantaba y lo colocaba en su atril. Tener este gajo servía para no perder el regalo de Navidad si caía en la quiebra, a pesar de perder el turno y el dinero (si lo hubiera). Si un concursante ya había caído antes en una quiebra, al levantarlo recuperaba el regalo de Navidad, aunque ya contaba como utilizado)
- 2021: 7 de diciembre de 2021 - 5 de enero de 2022 (la mecánica es parecida a la Navidad del año anterior, pero hay tres renos que sustituyeron a los tres regalos)
- 2022: 5 de diciembre de 2022 - 5 de enero de 2023 (la mecánica es similar, pero hay tres árboles)

##### Gajo de vacaciones/Peces Gajo
Estos gajos aparecen en las temporadas de verano del programa, empezando en 2017. En cada programa, hay cuatro gajos (tres hasta 2019) con el dibujo de unas maletas, unos billetes, una cámara, un pasaporte y una cámara (era un dibujo de un pez hasta 2022), y si un concursante cae en él y dice una consonante correcta lo levanta. Debajo de él hay un gajo asociado a una cantidad de dinero que se suma inmediatamente al marcador u otros elementos del juego, o probablemente la pérdida del turno y/o dinero. Cuando había tres gajos, dos escondían algo positivo y el otro algo negativo.
Debajo podía haber lo siguiente:
2017 (7 de julio - 18 de agosto):
- Delfín: 500 €
- Ballena: 600 €
- Estrella de mar: Comodín
- Caballito de mar: Doble Letra
- Pulpo: Todas las Vocales
- Tiburón: Quiebra
- Medusa: Pierde Turno

2018 (2 de julio - 31 de agosto):
- Caracola: 400 €
- Delfín: 500 €
- Caballito de mar: Comodín
- Tortuga: Doble Letra
- Salamandra: Todas las Vocales
- Tiburón: Quiebra
- Prohibido surfear: Pierde Turno

2019 (1 de julio - 30 de agosto):
- Haciendo autostop: 400 €
- Disfruta tranquilo comiendo barbacoa: 500 €
- Relájate en la piscina: Comodín
- Elige tus vacaciones: Doble Letra
- Vuela alto y lo verás todo: Todas las Vocales
- Atención: Hay tiburones: Quiebra
- Dormir en el aeropuerto: Pierde Turno
- Gaviota vigilando en el barco: Se lo Doy

2021 (28 de junio - 27 de agosto):
- Delfín: 500 €
- Ballena: 600 €
- Tiburón: Quiebra
- Medusa: Pierde Turno

2022 (4 de julio- 2 de septiembre):
- Delfín: 400 €
- Ballena: 500 €
- Tiburón: Quiebra
- Medusa y calamar: Pierde Turno

2023 (4 de julio - 2 de septiembre):
- Bebidas veraniegas: 500 €
- Playa paradisiaca: 600 €
- Vuelo cancelado: Quiebra
- Rueda pinchada: Pierde Turno

2024 (1 de julio - 2 de septiembre):
- Bebidas veraniegas: 500 €
- Playa paradisiaca: 600 €
- Medusas: Quiebra
- Flotador deshinchado: Pierde Turno

2025 (30 de junio - ):
- Bebidas veraniegas: 500 €
- Playa paradisíaca: 600 €
- Vuelo cancelado: Quiebra
- Flotador deshinchado: Pierde Turno

Estos gajos (tres hasta 2019 y cuatro a partir de 2021) solían sustituir durante toda la temporada veraniega a la Interrogación que tenía un funcionamiento similar, y que dejaría de aparecer en la ruleta. A partir de 2021, solo hay dos cantidades de dinero, Pierde Turno y Quiebra.

##### Gajos de Black Friday
Estos dos gajos aparecieron en el especial Black Friday, celebrado el día 24 de noviembre de 2017. Uno era de 100 € y el otro de 150 €, y permitían a los concursantes decir una segunda consonante por el mismo valor al caer en ellos, igual que si hubieran usado la Doble Letra.

##### 30 aniversario de Antena 3
Este gajo se utilizó únicamente en el especial 30 aniversario de Antena 3, y actuaba como un gajo de 500 €.

##### 15 años
Este gajo solo estuvo presente en la semana del decimoquinto aniversario. Una vez que un concursante caía en el, decía una consonante y si estaba, levantaba el gajo y lo ponía en su atril. Este gajo hacía que por cada cifra que el concursante cayera con el gajo le sumaba 15 euros más durante el resto del programa o hasta que cayera en una Quiebra.

##### Duende de la navidad
Este gajo es exclusivo de los programas navideños y apareció, junto con estos, en el año 2017. Con este gajo, el concursante puede utilizarlo para recuperar el elemento navideño que posee desde el principio del juego si lo ha perdido previamente al caer en el gajo de Quiebra o fallando durante el tiempo del gajo Exprés o, si por el contrario aún posee el objeto, puede mantener el gajo y utilizarlo como seguro si le ocurre alguno de los dos casos mencionados. Este gajo ha variado de diseño según pasan los años, mostrando en todos ellos a un duende de diversos diseños en diferentes poses.

##### Verano 300
Este gajo es exclusivo de los programas veraniegos. Cuando un concursante cae sobre este y la consonante que dice se encuentra en el panel, el concursante suma 300 € a su marcador multiplicado por las veces en que la consonante dicha se encuentra en el panel. Este gajo ha variado de diseño cada verano, cambiando el fondo de este.

#### Gajos exclusivos de La ruleta Premium

##### 10 000/30 000/50 000
Si alguien caía en este gajo y lo levantaba al acertar la consonante, tenía la opción de llevarse 10 000 €, 30 000 € o 50 000 € si llegaba a la final, dependiendo en cuál de los tres espacios hubiera caído. El gajo se cambiaba por uno más pequeño que indicaba la cifra por la cual podía jugar, y si el concursante llegaba a la final manteniendo el gajo (sin caer una sola vez en Quiebra) se introducía un sobre en la Ruleta Final con la cantidad en cuestión. Lo introducía la copresentadora, y los espectadores podían ver en qué espacio lo había metido. El gajo era amarillo con los textos laterales en negro y el central en blanco.

#### Gajos exclusivos de La ruleta Noche

##### 25 000 €
Gajo especial introducido para la versión noche del formato a partir del 5 de octubre de 2024. Existen un total de 4 gajos de este tipo, pudiendo la posibilidad de poder ganar hasta 100 000 €. Cuando un concursante cae en uno de estos gajos, se queda con una pequeña representación de este gajo que debe mantener durante el resto del juego. Si el concursante que tiene alguno de estos gajos cae durante el juego en el gajo de Quiebra, este pierde todos estos gajos y ya no puede volver a recuperarlos, perdiéndose para el resto de la partida. Finalmente, el concursante que pase a la Ruleta Final y conserve uno o más de estos gajos, este tiene la posibilidad de ganar la cifra acumulada ganada durante los paneles, cayendo en el gajo con el sobre que la contenga y acertando el panel. El gajo es morado y tiene contorno brillante de purpurina.

### Paneles

#### Paneles actuales

##### Prueba de Velocidad
Consiste en un panel con todas las casillas vacías, en el que se van descubriendo letras una a una rápidamente. El primero de los tres concursantes que dé al pulsador y acierte el panel, suma 100 € (1 000 € en La Ruleta Noche) a su marcador. Las pistas más habituales en estos paneles suelen ser letras de canciones, cuyas pistas son los nombres de los cantantes que las interpretan; también se suele hacer la pista de Titular loco o, desde el 4 de noviembre de 2015, también pueden tener la pista Noticias amables.
En La Ruleta Noche, en las pruebas de velocidad musicales los concursantes tienen como pista extra la música que suena mientras se van revelando letras.

###### Panel de la Palabra
Este panel fue introducido en el programa del día 21 de septiembre de 2011. Tiene una mecánica similar a la Prueba de Velocidad, con la diferencia de que está formado por una sola palabra. Cuando empieza, se destapa una letra del panel, pero inmediatamente desaparece. La operación se repite con las otras letras, aleatoriamente, hasta que alguien presiona el pulsador y lo resuelve. El premio por resolverlo son 100 € (1 000 € en La Ruleta Noche), igual que las pruebas de velocidad normales.

###### Panel de la Letra Traducida
Fue introducido el día 11 de septiembre de 2013. Es exactamente igual que una Prueba de Velocidad con una letra de una canción originalmente cantada en un idioma diferente al español, pero traducida para que los concursantes la puedan resolver. Una vez resuelta, en el panel aparece la letra original y es cantada y tocada en su versión original por la banda del programa. Actualmente solamente se suele jugar en programas temáticos.

###### Prueba de Velocidad Patrocinada
Es un tipo de Prueba de Velocidad que se jugó por primera vez el día 21 de abril de 2014. Se diferencia del resto en que está patrocinada por una marca o un producto y el panel está relacionado con ello. Además, no vale únicamente 100 €: habitualmente son 300 €, con la excepción del programa del 9 de diciembre de 2015, en el cual se entregaron 1 000 €, y el 18 de abril de 2016, programa del décimo aniversario, en el cual Grupo Lo Monaco también entregó 1 000 € en lugar de introducir su gajo en la ruleta como sucede habitualmente.

###### Prueba de Velocidad Decreciente
Fue introducida el 16 de abril de 2018, coincidiendo con el inicio de las celebraciones del duodécimo aniversario del programa. Es una Prueba de Velocidad con un premio variable. Inicialmente, el premio es de 2 000 €, pero conforme se van revelando letras, este premio va decreciendo de manera proporcional al número de letras que tenga el panel. El concursante que resuelva el panel se lleva el premio que en ese momento indique el marcador situado a la derecha de la pista. En este caso, los paneles no son ni canciones ni titulares locos, sino frases célebres, siendo la pista en la mayoría de las ocasiones la persona que la dijo.

###### Triple Prueba de Velocidad
Se introdujo el 18 de abril de 2023, coincidiendo con la celebración del decimoséptimo aniversario del programa. En esta ronda, se juegan tres Pruebas de Velocidad consecutivas, todas compartiendo la misma pista. Como habitualmente, cada una de ellas vale 100 € (1 000 € en La Ruleta Noche), pero si un concursante gana las tres, duplica el premio total y no gana 300 €, sino 600 € (6 000 € en La Ruleta Noche). Como se juega justo antes del Panel con Bote, es el ganador de la última de las tres Pruebas de Velocidad quien empieza a jugarlo.

###### Prueba de Velocidad Enigmática
Se introdujo el 21 de abril de 2025, coincidiendo con la celebración del decimonoveno aniversario del programa. En esta ronda, se juegan tres Pruebas de Velocidad consecutivas, todas compartiendo la misma pista, la cual es una pregunta y el panel es una pista sobre su respuesta. Como habitualmente, cada una de ellas vale 100 €, a los cuales se suma 300 € más si el concursante logra acertar la pregunta que formula el panel. Si se falla en el enigma, se sigue jugando los siguientes paneles hasta que se acierte el enigma que ocultan.

##### Panel normal
Es el estándar para jugar cualquier panel. Se juega con tiradas a la ruleta, por lo que el concursante la hace girar, y cuando deje de girar la ruleta, la flecha indicará el premio que le ha tocado. Por cada letra que haya en el panel, el concursante será recompensado con la cantidad de dinero multiplicada por las veces que se encuentre en el panel. Si la letra no está en el panel, si se repite una ya dicha, si se falla al resolver el panel o si tira la ruleta en un panel que se haya quedado sin consonantes, el concursante perderá el turno. También, para ayudar a resolver el panel se pueden comprar vocales por 50 € antes de tirar la ruleta (100 € en La Ruleta Premium y en los primeros programas de la versión normal y 300 € en La Ruleta Noche). Si no está la vocal pedida, se pierden los 50 € por comprarla y el turno por equivocarse (si se compra una vocal repetida solo se pierde el turno, no se restan los 50 €). El panel toma fin cuando el concursante pide resolver el panel y lo hace correctamente.

###### Paneles temáticos
Son iguales que un Panel Normal, la única diferencia es que tienen una categoría general y después una pista específica. Las categorías más comunes ahora mismo son:
- Molestas, tío
- ¿Sabías que...?
- Panel del Amor
- Panel del Desamor
- Falsa definición
- Yo también dije...
- En las películas
- Ley de Murphy
- ¡Me lo expliquen!
- Frases cursis
- Anglicismos
- En mi mundo
- Frases de cine
- Cambia el mundo
- Frases recurrentes
- Divinas palabras
- Llegó el aguafiestas
- La vida te sonríe

Otras categorías que han aparecido pero que se han dejado de jugar son:
- Definición
- Tres que detestas
- Leyendas urbanas
- Mentirijillas
- Guerra de sexos
- Frases trampa
- Historias increíbles
- Excentricidades
- Trucos caseros
- Hace trece años... (se introdujo en el especial del decimotercer aniversario, el 6 de mayo de 2019 y se jugó en varios programas posteriores)
- En el futuro
- Falsos mitos
- Investigaciones chifladas
- Dicen que...

###### Panel Tú Eliges
Panel introducido el día 31 de agosto de 2015. Al concursante que vaya a comenzar este panel se le ofrecen dos posibles paneles temáticos y él ha de escoger el que prefiera (por ejemplo, se les podría dar la opción escoger entre ¿Sabías que...? o Frases de cine).

##### Panel de la Letra Oculta
Este panel fue introducido en el programa del día 6 de mayo de 2013. Antes de empezar a jugarlo, el presentador muestra a los espectadores la que se denomina la letra oculta, la cual, en el momento en que uno de los concursantes la diga mientras están jugando, se marcará en verde en el panel y les dará la oportunidad de llevarse el Supercomodín en caso de resolver el panel.

##### Panel con Crono
Fue introducido el 17 de abril de 2008. Hay un límite de 2 minutos para resolver el panel. Los concursantes van diciendo consonantes y vocales por turnos, sin girar la ruleta, de forma que la copresentadora debe girar las letras que aparecen a toda velocidad, para que puedan seguir diciendo letras. El primero que pueda resolver el panel gana 300 € (500 € en La Ruleta Premium y 3 000 € en La Ruleta Noche). Si se acaba el tiempo, ningún concursante se llevará el premio, y el concursante siguiente al que empezó diciendo letra en este panel comenzará el siguiente.
Durante los programas por equipos, se juega de la siguiente manera: comienzan pidiendo letra los tres concursantes situados a la izquierda de cada equipo, y tras finalizar el ciclo piden letra los concursantes de la derecha. Este orden se repite hasta que alguno de ellos resuelva el panel.

##### Panel con Pregunta
Este panel fue introducido en el programa del día 7 de septiembre de 2011. Es el sucesor del Panel Misterio, en el hecho de que la pista es también una pregunta. Sin embargo, los concursantes tienen que resolver el panel tal cual está escrito y, tras resolverlo, el concursante que lo haya resuelto puede ganar 200 € adicionales (1 000 € en La Ruleta Noche) en caso de contestar correctamente la pregunta. En el programa número 2 000, emitido el 12 de septiembre de 2014, se introdujo una nueva modalidad de este panel, llamada ¿Verdadero o falso?, en la que el concursante debe decir al resolver el panel si lo que pone en él es verdadero o falso para ganar los 200 € extra.

##### Panel con Bote
Es el último panel. En el Panel con Bote, los concursantes pueden optar a un premio formado por 1 000 € iniciales (10 000 € en La Ruleta Noche), a los que se le irían sumando todo lo que vayan ganando los concursantes con sus tiradas de ruleta. Si, por ejemplo, un concursante cae en un gajo de 50 € y gana 150 €, esos 150 € se sumarían al total del bote. También se suma el dinero que se obtiene al caer en una Interrogación (?). Hasta mediados de 2015, también se sumaba el que se robaba de otro marcador con el me lo quedo. Sin embargo, no se suma el dinero que se gana al caer en X2. Para llevarse ese dinero, los concursantes deben caer en el gajo de Bote y resolver el panel después de decir una consonante. En caso de no resolver, habría que volver a caer en el mismo gajo para optar de nuevo a llevárselo.
Hasta julio de 2007, siempre se jugaba como tercer panel con ruleta. Posteriormente, si no se jugaba ningún Panel Patrocinado, se jugaba como último panel. A finales de 2014 se retiraron todos los paneles patrocinados para finalizar el programa, así que, desde entonces, se ha mantenido la regla y siempre se ha jugado como último panel a excepción de que sobre tiempo, en cuyo caso se suele jugar algún tipo de Prueba de Velocidad o un Panel con Crono.

##### Ruleta Final
El ganador entre los 3 concursantes, el que haya acumulado más dinero a lo largo del juego, pasa al panel final. En caso de empate, se juega una última Prueba de Velocidad o un Panel de la Palabra para deshacerlo. 
El concursante gira otra ruleta, esta vez más pequeña que la normal y con sobres en lugar de gajos, y, seguidamente, cogerá y le entregará al presentador el sobre del gajo en el que se haya parado la flecha. Si el concursante ha conseguido llegar a la Ruleta Final con el gajo de Ayuda Final y/o el Supercomodín, antes de girar esta ruleta vendría la copresentadora para darle a escoger uno o dos de entre tres sobres de colores, uno azul, uno rojo y otro amarillo, los cuales contienen una Consonante extra, una Vocal extra y Cinco segundos extra (antes Pista extra).
Una vez girada la ruleta y cogido el/los sobre(s), se procede a dar la pista (antes también otra si tenía la ayuda de una Pista extra) y se le da al concursante como consonantes y vocales iniciales la R, S, F, Y y O (que en los primeros programas fueron C, T, G, L e I y hasta el 30 de agosto de 2015 fueron C, L, X, G y A). Estas se revelan en el panel si están y, una vez desveladas, el concursante tiene derecho seguro a decir tres consonantes más y una vocal (además de la consonante y/o vocal extra que le puede haber tocado en el sobre si poseía el gajo de Ayuda Final y/o el Supercomodín). Si el concursante resuelve el panel dentro de los 10 segundos de tiempo (o 15, si tiene la ayuda de los Cinco segundos extra), se sumará a lo que se haya llevado el dinero que haya en el sobre. Puede haber 1 000 €, 1 500 €, 2 000 €, 2 500 €, 3 000 €, 3 500 €, 4 000 €, 4 500 €, 5 000 €, 6 000 €, 7 000 €, 8 000 € o un coche. Los sobres de 7 000 € y 8 000 € fueron introducidos el 28 de septiembre de 2012. 
Ha habido casos en los que el premio máximo ha sido mayor:
- En los especiales benéficos con famosos, se sustituye el coche por otro sobre con 10 000 €.
- En el especial noveno aniversario del 17 de abril de 2015, fue de 9 000 €.
- En el especial décimo aniversario del 18 de abril de 2016, fue de 10 000 €.
- En el especial undécimo aniversario del 18 de abril de 2017 fue de 11 000 €.
- En los especiales del duodécimo aniversario, del 16 de abril hasta el 3 de mayo de 2018, además de lo que hubiera en el sobre, ganaba directamente 25 000 € extra. En la final de la celebración, el 4 de mayo de 2018, el premio extra fue de 100 000 €.
- En el especial decimotercer aniversario del 6 de mayo de 2019, fue de 13 000 €.

Desde el 11 de septiembre de 2013, la copresentadora se encarga de, una vez revelado el premio que contenía el sobre que ha obtenido el concursante, revelar dónde se hallaba el coche.

#### Paneles eliminados

##### Panel Recuerda
Este panel fue introducido el 18 de abril de 2017, coincidiendo con el undécimo aniversario del programa, y dejó de jugarse a partir del 2 de julio de 2020. Los concursantes deben resolver un panel que ya se jugó en su día, mencionado por el presentador. Además, se coloca en la ruleta un gajo llamado Recuerda, en el cual, si los concursantes caen, lo cogen y resuelven el panel, ganan el dinero que ganó el concursante que resolvió el panel anteriormente. Tras resolverlo, se muestra un vídeo con la resolución original del panel.
Aunque reapareció en algunos programas grabados en 2020 que se emitieron entre septiembre y octubre de 2022, cuando empezó la nueva temporada no volvió a jugarse.

##### Canción con Pregunta
Fue introducido en el programa del 31 de agosto de 2015. Era una Prueba de Velocidad con una letra de canción (que podía ser tanto en español como traducida al español) con valor de 100 €. Sin embargo, la pista no era el artista sino una pregunta que el concursante que hubiera resuelto el panel debía responder correctamente para poder llevarse otros 200 € extra tras haber sido interpretada por la banda del programa (teniendo en total 300 € en este panel). Se jugó por última vez el 7 de septiembre de 2018.

##### Panel Desordenado
Este panel apareció por primera vez el día 7 de enero de 2014, aunque su presentación como nuevo panel fue una semana después, el 14 de enero de 2014, y es la evolución del Panel Cruzado (aunque su última aparición fue el 8 de enero de 2014 debido a que el orden de grabación no era el orden de emisión). En este panel se busca una frase, como en todos los paneles, pero las palabras están distribuidas de manera aleatoria en todo el panel, incluso en vertical compartiendo letras con otras palabras (como en el Panel Cruzado). De esta forma, el concursante deberá resolver el panel ordenando las palabras correctamente. Finalmente, la copresentadora señala el orden en el cual deberían ir las palabras y aparece en el panel la frase ordenada. El primer panel que se jugó tuvo la siguiente forma. La pista fue Refrán vengativo:
| L | A | S |   |   |   | D | O | N | D | E |  |  |
|   |   |   |   |   | D | A | N |   |   |   |  |  |
|   |   | T | O | M | A | N |   | L | A | S |  |  |
|   |   |   |   |   |   |   |   |   |   |   |  |  |

Este panel se dejó de jugar a principios de 2017.

##### Panel Cruzado
El desarrollo de este panel era como el de un Panel Normal, sin premios extra, pero contaba con la particularidad de que las palabras que había en el panel compartían letras. En el panel había dos palabras que estaban situadas horizontalmente y una verticalmente (o una horizontal y dos verticales), de tal forma que se cruzaban en alguna letra, como si de un crucigrama se tratase. Un ejemplo es el siguiente, que fue el primer panel cruzado:
Infusiones:
|   |   |   |   |   |   | C |   |   |
| V | A | L | E | R | I | A | N | A |
|   |   |   |   |   |   | F |   |   |
|   |   |   |   |   | T | É |   |   |

Otro ejemplo es este, que fue el del séptimo aniversario del 18 de abril de 2013
Típicos de aniversario:
|  |   |   |   |   | V |   |   |   |   |
|  |   |   |   | R | E | G | A | L | O |
|  |   |   |   |   | L |   |   |   |   |
|  | T | A | R | T | A |   |   |   |   |

La primera aparición de este panel fue el 16 de abril de 2013, aunque su presentación como nuevo panel tuvo lugar el 18 de abril de 2013, coincidiendo con la celebración del séptimo aniversario de la primera emisión del programa, y su última aparición fue el día 8 de enero de 2014: fue sustituido desde el 14 de enero por el Panel Desordenado debido a los constantes fallos de los concursantes añadiendo la conjunción y al resolver, ya que solo se podía decir lo que ponía en el panel para que fuera considerado correcto (Café, valeriana y té era incorrecto, se tenía que decir Café, valeriana, té o en cualquier otro orden, pero sin añadir y).

##### Panel de Twitter/Facebook
Panel introducido el día 21 de marzo de 2012. Se trataba de un panel con la misma mecánica que un Panel Normal. La diferencia estaba en el hecho de que este panel era propuesto por los espectadores a través de las redes sociales Twitter y Facebook. Se podría decir que era una evolución del antiguo Panel de Internet. Su nombre cambiaba según si el panel había sido enviado desde Twitter o desde Facebook. A pesar de estar aparentemente retirado, el día 11 de agosto de 2014 volvió a aparecer.

##### Panel Bloqueado
Este panel fue añadido a principios de la 6.ª temporada, concretamente en noviembre de 2010. Funcionaba como un Panel Normal pero había una palabra bloqueada, la cual salía señalada con las casillas en color rojo, y en la cual no se revelaba ninguna letra aunque estuviera en dicha palabra. No obstante, si los concursantes caían en una cifra y decían una consonante que estaba también en la palabra bloqueada, el dinero pertinente se añadía igualmente al marcador, de tal forma que se podía saber cuántas veces estaba en la palabra (aunque, evidentemente, no su posición). Por este motivo, si los concursantes compraban una vocal no podían saber si estaba o no en la palabra bloqueada (a no ser que sonara el sonido que representa que una letra está en el panel y no se revelara ninguna). Aun así, la palabra se podía desbloquear cayendo en el gajo especial de Desbloquear. Si los concursantes caían en ese gajo y decían una consonante que estuviera en el panel, se revelaba la palabra bloqueada y todas las letras que la formaban también se daban la vuelta en el resto del panel. Este panel fue reemplazado por el Panel de la Letra Oculta, y su última aparición fue el día 13 de mayo de 2013, debido a que se emitió un programa grabado previamente a su estreno.

##### Panel del Espectador
En este panel, los seguidores del programa eran los que participaban. Gracias a los concursantes, que iban descubriendo letras, los espectadores podían resolver el panel desde casa haciendo la llamada al teléfono que aparecía en pantalla. El primer espectador que llamaba y acertaba, ganaba 500 €. Para que no hubiera confusiones, se podía consultar el teletexto de Antena 3 en la página 799. Este fue uno de los dos paneles innovadores a partir del programa número 100. En su primera emisión, los espectadores se podían llevar 500 €, y a mediados del año 2008 el premio se incrementó a 1 000 €. Sin embargo, el 1 de enero de 2010, el premio se volvió a bajar a 500 €, hasta el día 31 de enero de 2013, que fue el último programa en el cual apareció.
Durante julio de 2010, se dejó de jugar el Panel del Espectador y se sustituyó por otro sistema: los participantes desde casa podían resolver cualquier panel del programa y, al final de la semana, quien hubiera resuelto más paneles se llevaba 1 000 €. Sin embargo, en agosto se iniciaron las reposiciones en las cuales sí que había Panel del Espectador y, en septiembre, se volvió a jugar.

##### Panel al Revés
El sistema de juego era exactamente igual al de cualquier panel, pero solamente constaba de dos palabras escritas al revés. Fue eliminado en septiembre de 2011, al empezar la nueva temporada.

##### Panel Misterio
En el Panel Misterio, la pista era una pregunta que los concursantes debían adivinar con la ayuda de las pistas que podrían ver al ir resolviendo el panel. Es decir, no era necesario resolver el panel para llevarse el dinero acumulado, sino contestar correctamente a la pregunta. Fue eliminado en septiembre de 2011, al empezar la nueva temporada, siendo sustituido por el Panel con Pregunta, que tiene una mecánica muy similar.

##### Panel Crono Imagen
El Panel Crono Imagen era distinto a cualquier panel que se hubiera jugado antes. En este panel, los concursantes debían responder a una pregunta mediante una imagen que iban desvelando. El panel ya estaba hecho y era una pista para adivinar la pregunta. Entonces, en 45 segundos, los concursantes iban diciendo consonantes o vocales, uno por uno, de la frase para darles la vuelta e ir revelando esa imagen. El ganador se llevaba 300 €. Este panel se introdujo en abril de 2010 y se retiró en octubre del mismo año siendo sustituido de nuevo por el Panel con Crono. En abril de 2011 (y en julio), fue rescatado para La Ruleta Premium, con ligeros cambios: el tiempo para resolverlo pasó a ser de un minuto entero y la imagen estaba desordenada. Además, el premio por resolverlo pasó a ser de 500 €.

##### Panel de Internet
Este panel solamente se realizó en la temporada 2009-2010. La mecánica del panel era la misma que la de un Panel Normal, la peculiaridad era que el panel no estaba escrito por los guionistas del programa, sino que lo enviaban los espectadores desde la sección del programa en la web oficial de Antena 3.

##### Panel 4 Opciones
Este panel fue añadido en la 5.ª temporada. Eliminaba todos los gajos de Quiebra y todos las que puedan provocarla (Interrogación (?), Quiebra/1 000/Quiebra y Quiebra/Comodín) y, en las quiebras, se colocaba una cifra de dinero. Además, se colocaban cuatro gajos de alguna de las marcas de Valor Seguro. Cada uno tenía un premio de 1 000€: 800€ en metálico y 200€ en productos. Las vocales en este panel costaban 35 €. Posteriormente se realizó una nueva versión de este panel, durante solo una semana, con el mismo premio pero sin eliminar ningún gajo y sin cambiar el precio de las vocales.

##### Panel con Premio/Patrocinado
En el Panel con Premio o Panel Patrocinado (llamado de las dos formas en distintas ocasiones, pero con mecánica idéntica), los concursantes podían ganar 1 000 € (normalmente son 800 € en metálico y 200 € en un premio físico) gracias a un patrocinador si lo resolvían (más lo que llevaran acumulado en el panel). Algunos patrocinadores de este panel han sido Widex, Danone, Laboratorios Actafarma, Planeta Directo, Lo Monaco y Línea Directa. Empezó a realizarse en septiembre de 2006 y se dejó de jugar en 2014. A pesar de estar aparentemente retirado, en 2021 volvió a jugarse este panel.

##### Panel 2X
Este panel solamente estuvo apenas un mes entre los paneles. En este panel, aparecían dos gajos de Fairy en la ruleta, debajo de los cuales había en uno 600 € y en el otro un X2, permitiendo así a los concursantes ganar 1 200 €.

##### Panel del Bienestar
En este panel, se colocaban sobre la ruleta seis gajos de un producto específico de la empresa Laboratorios Actafarma. Al caer en uno de esos gajos, se sumaban 500 € al marcador, pudiendo así conseguir un total de 3 000 €. Inicialmente, solamente había cuatro gajos, permitiendo a los concursantes conseguir 2 000 €. El panel fue introducido en abril de 2010 y se dejó de realizar aproximadamente en septiembre de 2013.

#### Paneles exclusivos de La ruleta Premium

##### Panel Solo ante el Panel
Este panel constaba de dos partes: la primera era un Panel Normal, como otro cualquiera. Tras resolverlo, comenzaba la segunda parte: el concursante que había resuelto el panel tenía la oportunidad de resolver uno nuevo para ganar 500 € adicionales. Para ayudar a resolverlo, el programa desvelaba todas las apariciones de las letras de la palabra PISTA. Justo después de darles la vuelta, el concursante podía decir tres consonantes más y una vocal. Entonces, en 10 segundos, el concursante debía resolver ese panel para ganar los 500 € (una mecánica similar a la de la Ruleta Final).

##### Panel Premium
En este panel, los concursantes sumaban a lo que se hubieran llevado al resolver el panel una cantidad que aparecía en el mismo justo antes de dar la pista para jugarlo. En su primera aparición, sustituyó al Panel con Bote, siendo la primera y, hasta el momento, única, emisión de la historia del programa en la que no se jugó dicho panel.

#### Paneles exclusivos de La ruleta Noche

##### Triple Prueba de Velocidad Musical
Es una variante de la Triple Prueba de Velocidad. En esta ronda, se juegan tres Pruebas de Velocidad consecutivas, todas compartiendo la misma pista, la cual está relacionada con algún tema musical. Cada una de ellas vale 1 000 €, pero si un concursante gana las tres, duplica el premio total y no gana 3 000 €, sino 6 000 €. El ganador del último panel será quien empiece a jugar en la siguiente ronda.

### Mecánicas especiales

#### Regalo/Reno/Árbol de Navidad
Durante los programas de navidad, los tres concursantes comienzan con un elemento navideño en su atril. Si durante todo el juego, los concursantes no caen en Quiebra o fallan durante el tiempo del gajo Exprés y llegan a la Ruleta Final poseyendo aún el elemento, antes de tirar de la ruleta pueden escoger un regalo situado en el trineo que decora el plató. Este regalo se lo llevan independientemente de si resuelven o no el panel final. Hasta el momento, es el único elemento del juego que no se puede robar con el me lo quedo ni se da con el se lo doy. Para evitar perder el objeto, en la ruleta está el gajo del Duende de navidad que sirve para recuperar el elemento si se ha perdido anteriormente o que sirve de seguro si pasa alguno de los casos que hace perder el objeto.
Desde 2017, el elemento navideño que tiene que mantener los concursantes ha ido variando año a año, siendo los siguientes:
| Año  | Elemento | Fechas                 | Fechas             |
| Año  | Elemento | Primera fecha          | Última fecha       |
| ---- | -------- | ---------------------- | ------------------ |
| 2017 | Regalo   | 7 de diciembre de 2017 | 5 de enero de 2018 |
| 2018 | Regalo   | 5 de diciembre de 2018 | 4 de enero de 2019 |
| 2019 | Regalo   | 9 de diciembre de 2019 | 3 de enero de 2020 |
| 2020 | Regalo   | 4 de diciembre de 2020 | 5 de enero de 2021 |
| 2021 | Reno     | 7 de diciembre de 2021 | 5 de enero de 2022 |
| 2022 | Árbol    | 5 de diciembre de 2022 | 5 de enero de 2023 |
| 2023 | Regalo   | 5 de diciembre de 2023 | 5 de enero de 2024 |
| 2024 | Regalo   | 6 de diciembre de 2024 | 3 de enero de 2025 |

#### Tarta de 15 años
Durante los programas del decimoquinto aniversario (desde el 26 de abril de 2021 hasta el 30 de abril de 2021) los tres concursantes empezaban con una tarta en su atril. Si no caían en quiebra durante todo el programa y llegaban a la Ruleta Final, antes de tirar de la ruleta podían escoger un regalo situado en las cajas de chucherías que decoraban el plató. Este regalo se lo llevaban incluso si no hubiesen conseguido resolver el panel final. No se podía robar ni con el me lo quedo ni se podía dar con el se lo doy.

## Especiales
En lo que lleva de emisión La ruleta de la suerte, se han hecho numerosos especiales relacionados con diferentes temáticas: Especial Día del libro, Especial El internado, Especial Los Simpson, Especial Carnaval, Especial magia, y varios especiales con niños.

## La ruleta de la suerte Premium
Empezó a emitirse el 8 de abril de 2011, se emitió por la tarde (además del habitual de las mañanas) a las 19:15h y ocupó el sitio de Atrapa un millón durante el viernes. En esta franja horaria solamente duró dos emisiones, debido a su baja audiencia. Sin embargo, el formato pasó a emitirse en la franja horaria normal del programa de lunes a viernes desde el 27 de junio de 2011, con la misma mecánica, aunque dejaron de emitirla el 1 de agosto de 2011, emitiendo en su lugar programas repetidos de la temporada regular.
Entre las novedades se encuentran nuevos paneles como Solo ante el panel, elevadas cantidades de dinero en la ruleta de hasta 800 €, un nuevo coche descapotable, un gajo con valor de 50 000 €, 30 000 € o 10 000 € (que ocupan 1/3 cada cantidad) para la Ruleta Final y la posibilidad de que el ganador vuelva al siguiente programa.
En caso de fallar el panel final en el primer programa consecutivo, en el siguiente programa, además de lo que hubiera en el sobre, se podía conseguir un premio que partía de 1 000 € y que va aumentando en 1 000 € más cada vez que se falle el panel final. En caso de resolver el panel final se ganaba el dinero conseguido en todo el programa, este premio y lo que hubiera en el sobre, y en el siguiente programa se vacía este premio, pudiendo sólo conseguir el dinero conseguido en todo el programa más lo que hubiera en el sobre, hasta fallar el panel final en cualquiera de los siguientes programas.
Otro de los cambios es que al comenzar un panel la pista la daba la copresentadora en lugar del presentador como sucede en la temporada regular. Sin embargo, en las pruebas de velocidad, panel con crono y panel crono imagen la pista la seguía dando el presentador.

## La ruleta de la suerte Noche
Empezó a emitirse el 5 de octubre de 2024 en la franja horaria del prime time de la noche de los sábados, ocupando el sitio dejado por el torneo de los 1 000 programas de Pasapalabra. Este nuevo formato fue bien recibido por la audiencia, promediando un 9,9% de cuota de pantalla, por lo que este fue renovado por una segunda temporada que se emitiría al año siguiente.
Se trata de la versión nocturna del programa, que mantiene la misma mecánica que el formato diario, pero con pequeñas incorporaciones y más dinero en juego. La ruleta presenta, en esta ocasión, premios más grandes en sus gajos que van desde 150 hasta 2 000 €, incluyendo 4 gajos especiales de 25 000 € que serán de premio para el concursante que logre caer en ellos y mantenerlos hasta la Ruleta Final sin caer en ningún momento en el gajo de Quiebra y, una vez en la prueba final, tener la oportunidad de ganarlos definitivamente si cae en el gajo correspondiente y resuelva el panel final. En este caso, Laura, la copresentadora, da la pista de todos los paneles, sin excepción.
El plató se renovó por completo basándose en el plató de la versión británica del concurso, redistribuyendo completamente los elementos, teniendo al panel y la ruleta frente a frente, estando delante de las gradas de los públicos y, justo a su lado, la banda y cambian de género musical al jazz. El plató adopta un aspecto más nocturno con el uso de colores oscuros. La Ruleta Final, la cual contiene premios finales desde 5 000 hasta 20 000 €, ya no forma parte integral del plató y pasa a ser desmontable, apareciendo en plató únicamente para el panel final. Los colores con que son representados los concursantes también son cambiados, pasando esta vez a lucir los colores naranja, verde y morado (orden en que se ven de izquierda a derecha).

### Audiencias
| Temporada | Temporada | Programas | Fechas               | Fechas                  | Audiencia media | Audiencia media |
| Temporada | Temporada | Programas | Estreno              | Final                   | Espectadores    | Share           |
| --------- | --------- | --------- | -------------------- | ----------------------- | --------------- | --------------- |
|           | 1         | 8         | 5 de octubre de 2024 | 23 de noviembre de 2024 | 1 071 000       | 9,9%            |
|           | 2         |           | 2025                 | 2025                    |                 |                 |

#### 1.ª Temporada (2024)
| N.º | Concursantes  | Concursantes  | Concursantes | Premio   | Fecha de emisión        | Audiencia    | Audiencia |
| N.º | Naranja       | Verde         | Morado       | Premio   | Fecha de emisión        | Espectadores | Share     |
| --- | ------------- | ------------- | ------------ | -------- | ----------------------- | ------------ | --------- |
| 1   | Rocío         | Popy          | Miguel       | 31 800 € | 5 de octubre de 2024    | 1 159 000    | 11,3%     |
| 2   | Mercedes      | Cristian      | Laura        | 31 900 € | 12 de octubre de 2024   | 1 186 000    | 10,6%     |
| 3   | Miriam        | Laura         | Elías        | 18 850 € | 19 de octubre de 2024   | 1 119 000    | 10,8%     |
| 4   | Dani          | Sonia         | Ángel        | 25 300 € | 26 de octubre de 2024   | 926 000      | 8%        |
| 5   | Eli           | Carlos        | Diosda       | 36 650 € | 2 de noviembre de 2024  | 1 182 000    | 10,6%     |
| 6   | Sara          | David         | Andrea       | 21 550 € | 9 de noviembre de 2024  | 1 053 000    | 9,8%      |
| 7   | Ana           | Diego         | Jenny        | 29 200 € | 16 de noviembre de 2024 | 963 000      | 8,9%      |
| 8   | Elena Furiase | El Monaguillo | Miguel Lago  | 9 600 €  | 23 de noviembre de 2024 | 983 000      | 8,9%      |

     El concursante acierta el panel final.

## Temporadas

### 1.ª temporada (18 de abril de 2006 - 4 de septiembre de 2006)
Antena 3 recuperó en 2006 el concurso para su programación de las mañanas de lunes a viernes. La primera temporada ya contaba con Jorge Fernández como presentador y estaba acompañado por Paloma López como la azafata del programa. Esta nueva etapa contaba con las siguientes novedades:
- Disposición del mobiliario: La disposición se basó en las temporadas anteriores. La ruleta, junto con los atriles, estaba justo enfrente de la pantalla principal que servía para mostrar los paneles. Al lado de la pantalla se encontraba el coche que servía como premio en caso de que el concursante acertara el panel final. Y el público estaba dispuesto al otro lado y delante de las gradas estaba la Ruleta Final.
- Ruleta: La ruleta presentaba un diseño muy simple y colorido, en donde cada tipo de gajo tenía una tipografía diferente y con colores muy llamativos. En el centro de esta, se encontraba una pantalla circular led que servía para mostrar la imagen del concursante que estaba jugando o, en el caso del Panel con Bote, la cifra del bote por la que estaban jugando. Se introdujeron los gajos de ?, en donde el presentador negociaba con el concursante por una cantidad de dinero para que este no descubriera lo que tenía al otro lado, ya pudiera ser otra cantidad de dinero, un gajo de Pierde Turno o, incluso, la Quiebra; y también el gajo de Premio, en donde el concursante recibe la cantidad de dinero por el que vale el premio que oculta si acierta la letra que hay en el panel. Las flechas que indicaban el gajo en donde había caído el concursante eran metálicas y reflectantes.
- Ruleta final: En el aspecto que presentaba la Ruleta Final predominaba el color azul, que se veía reflejado en la iluminación en movimiento que había en la superficie, y en medio se encontraba una esfera iluminada que servía como adorno. En cada gajo se encontraba incrustado un sobre que contenía escondido el premio por el que jugaba el concursante finalista.
- Panel: Los paneles se presentaban en una gran pantalla. Las casillas se presentaban en diferentes diseños. Las casillas a desbloquear eran de color crema y, cuando se seleccionaban, se coloreaban de azul oscuro. El resto de casillas tenían una textura estrellada.
- Sonidos: Fueron introducidos efectos sonoros que servían para ambientar lo que se veía mientras se jugaba, desde los aciertos hasta los fallos en determinados gajos.
- Plató: El diseño del plató presentaba un colorido muy cálido y las paredes estaban decoradas con formas que representaban los gajos de la ruleta.
- Logotipo: El logotipo del programa consiste en una representación de la ruleta y, delante de esta, se encuentran imágenes de coches, barcos, monedas, estrellas y de la torre Eiffel. En primer plano se encuentra el rótulo de La ruleta de la suerte que se colorea con un color diferente cada línea.

### 2.ª temporada (4 de septiembre de 2006 - 14 de diciembre de 2006)
Tras el éxito inesperado de este programa, rondando los 25 % de cuota de pantalla cada día, La ruleta de la suerte estrenó nueva temporada el 4 de septiembre de 2006, incluyendo estas novedades:
- Nueva disposición del mobiliario: La ruleta, y los atriles frente al público, la Ruleta Final cerca del coche y nuevo contorno de la pantalla de los paneles.
- Panel con Premio: Un nuevo panel llamado Panel con Premio.
- Nueva ruleta: Más ágil y renovada con diferentes letras de los gajos, además de nuevos premios valorados hasta más de 1 000 € como una TV de plasma. Los caracteres de los gajos se contornean y la tipografía de los gajos de Quiebra se cambian. La pantalla circular led que se encontraba en el centro de la ruleta se reemplaza por una cartulina circular con el logotipo del programa.
- Nuevos sonidos: Cuando la ruleta cae en ? o en Pierde Turno suena un nuevo efecto de sonido.

### 3.ª temporada (15 de diciembre de 2006 - 31 de agosto de 2007)
La Ruleta de la suerte inició su tercera temporada el 15 de diciembre de 2006 con estos cambios:
- Cambio en el plató: Un nuevo plató, con decorados más modernos y serios, todo en tonos grises y plateados.
- Cambio en la disposición mobiliario: Con 2 cambios: El coche está más alejado de la Ruleta Final y el atril del presentador más cerca de los concursantes y de la ruleta.
- Nueva ruleta: Con los gajos de distintos colores y con los números más grandes y las flechas de cada atril, del color correspondiente (rojo, azul o amarillo, en lugar de plateado como era antes)
- Nuevo panel: El cambio más notable. Un nuevo panel más grande, y con cambios de colores. Las letras que se usan en cada pista siguen siendo color crema, pero las casillas que no se usan en vez de naranjas son ahora moradas y cuando sale una letra correcta, en vez de ponerse la casilla azul se pone de color rojo.
- Cambios en el logotipo del programa y las pistas: El logotipo ha cambiado, ahora es más discreto y simple. También se cambió la cabecera del programa. El rótulo en el que sale la pista de los paneles ahora en vez de naranja es de color azul marino con borde rojo.

### 4.ª temporada (3 de septiembre de 2007 - 16 de abril de 2008)
La ruleta inició su cuarta temporada el 3 de septiembre de 2007 con algunas variaciones:
- Cambio en el panel: El borde del panel cambia a color azul, con dos tonos diferentes (claro y oscuro).
- Nueva música: La música ha cambiado, por una más animada y de tonos más altos.
- Nueva ruleta final: Ahora los separadores están más lejos de los sobres y entre ellos está la inscripción **LA RULETA**DE**LA**SUERTE** grabada en metal.

### 5.ª temporada (17 de abril de 2008 - 20 de agosto de 2010)
La ruleta de la suerte empezó su 5.ª temporada el 17 de abril de 2008, cuando cumplió 2 años. Cambiaron prácticamente todo:
- Nuevo plató: Con colores cálidos y aros de metal decorando las paredes. En el suelo debajo de la ruleta y de los atriles hay colocadas unas luces en forma de gajos de la ruleta que van cambiando de color. El atril del presentador ha cambiado, y los de los concursantes son de color amarillo oscuro con agarraderas de metal a ambos lados para que puedan sujetarse al tirar la ruleta.
- Nuevo logo y sintonías: Ahora el logo es un círculo de color azul en el que pone con letras blancas La ruleta de la suerte. Las sintonías tienen más ritmo.
- Nuevo panel: Con borde metálico y las casillas que no se usan de color azul claro con sombreado azul marino. Las casillas usadas son de color blanco, y cuando se acierta una letra, se vuelven naranjas.
- Nuevos tipos de panel: El Panel con Crono, en el que los concursantes van diciendo letras por turnos sin girar la ruleta, y el que acierte el panel antes, se lleva 300 €, y el panel al revés, en el que la solución está escrita de derecha a izquierda.
- Nueva ruleta: Más fina y mucho más ligera, pero más grande en cuanto a diámetro, y sustentada sobre una base metálica. El diseño de los gajos tienen un diseño más volumétrico y los números presentan una tipografía totalmente diferente. Hay nuevos gajos, como, por ejemplo, el de Quiebra/1 000/Quiebra o las de X2 y 1/2. También se han añadido los gajos X2 1/2 y el Comodín/Quiebra.
- Nueva ruleta final: Mantiene prácticamente el mismo aspecto, solo que con una base más metálica y sustituyendo la esfera iluminada del centro por un adorno metálico.

### 6.ª temporada (23 de agosto de 2010 - 28 de agosto de 2015)
El programa comenzó su sexta temporada el 23 de agosto de 2010. De nuevo cambiaron todos los elementos del programa:
- Nuevo plató: Al contrario que el anterior, el nuevo plató está decorado por colores fríos, siendo el blanco, el azul y el verde los colores presentes en todo el decorado. También se han colocado varios focos redondos de pequeño tamaño integrados en las paredes que se iluminan con distintos colores. Las gradas del público son más amplias y cómodas, siendo ahora de color blanco. En los escalones han colocado varios focos cuadrados. La gran pantalla LCD que se encuentra detrás del atril del presentador, reproduce una animación en la que se ven letras cayendo. Los atriles ahora son también blancos. Ahora, el atril de los concursantes es uno solo, a diferencia de las anteriores temporadas del programa en las cuales cada concursante tenía su propio atril. Además, el coche ha sido colocado sobre una gran plataforma giratoria que rota durante todo el programa.
- Nueva ruleta: De color blanco brillante, las casillas son las mismas que en la anterior pero con nuevos diseños. Es más ligera y manejable que la anterior. El diseño de los gajos comparte el diseño volumétrico de la anterior pero menos destacado y una nueva tipografía.
- Nueva ruleta final: Ha sido totalmente renovada. Es del mismo color que la ruleta grande, pero es más gruesa y ancha que la anterior Ruleta Final. El adorno que había en el centro en la anterior Ruleta Final ha desaparecido.
- Nueva cabecera, logo y sintonías: La cabecera ha sido renovada completamente. También las sintonías y los grafismos han cambiado, por otros más modernos.
- Nuevo panel: Los colores de las casillas son similares al anterior panel, solo que ahora son más brillantes. Se han añadido unas luces a los bordes del panel que cambian de color a rojo, azul o amarillo según el color del atril del concursante que esté jugando en ese momento. Además, ahora la pista del panel ya no aparece sobrepuesta en el plano, sino que han colocado una pantalla LCD en el suelo de debajo del panel, para que de este modo los concursantes recuerden la pista en todo momento sin necesidad de preguntar.

### 7.ª temporada (31 de agosto de 2015 - 9 de enero de 2023)
El programa comenzó su séptima temporada el 31 de agosto de 2015. Cambiaron estos elementos del programa:
- Nuevo plató: El nuevo plató está decorado por colores fríos. También se han renovado los focos, que en vez de redondos son ahora triangulares. Las gradas del público son ahora de color azul. La gran pantalla LCD que se encuentra detrás del atril del presentador, antes era una nueva animación en la que se ven letras cayendo, pero ahora se ve la plantilla de la ruleta. Los atriles ahora son blancos y grises.
- Nueva ruleta: De color blanco brillante, las casillas son con nuevos diseños. Cuando un concursante levanta un gajo, le da al presentador y él le da uno más pequeño.
- Nueva ruleta final: Presenta una base similar a la anterior, pero con una base más gruesa y color led en la parte inferior. Tiene los sobres de azul, rojo y amarillo.
- Nueva cabecera, logo y sintonías: La cabecera ha sido renovada por una música similar. También las sintonías han cambiado.
- Nuevo panel: Los colores de las casillas son similares al anterior panel, solo que ahora son azul oscuro. Las luces de los bordes del panel que cambian están renovadas.
- Nuevos tipos de panel: La Canción con Pregunta y el Panel Tú Eliges.
- Nuevos efectos de sonido: Se producen nuevos efectos de sonido cuando se cae en algunos gajos y cuando dicen una letra que está. Los nuevos sonidos de cuando aparece el panel y cuando dicen una letra que no está, sólo duraron los dos primeros días de la temporada y después revivieron los clásicos sonidos.

### 8.ª temporada (9 de enero de 2023 - presente)
El programa comenzó su octava temporada el 9 de enero de 2023 con algunos cambios gráficos y estéticos.
- Nueva cabecera y logo: El nuevo logo pasa a tener una tipografía distinta, distingue entre mayúsculas y minúsculas y es mucho más redondeada. La flecha del logo del programa también cambia, se sitúa un lugar más hacia la derecha y pasa a ser amarilla.
- Cambios en la ruleta: Los gajos pasan a adaptarse a la nueva tipografía del programa y modifican sus colores, teniendo ahora unos colores menos vibrantes y saturados pero igual de visuales.
- Cambios en el panel: Todos los colores verdes de la parte inferior del panel se transforman a un color amarillo; entre estos se incluye el cronómetro del Panel con Crono, Exprés, la frase a la izquierda que aparece en los paneles temáticos, el marcador de la Prueba de Velocidad Decreciente y las vocales y consonantes elegidas en la Ruleta Final. Además en el último panel del programa, la pista para resolverlo no desaparece mientras se dicen las consonantes y vocales del programa y concursante; sino que se desplaza a la izquierda.

## Crítica
Chapete de ABC escribió en 1990, es "un concurso breve y ágil y que estimula el cerebro y moviliza la memoria".

## Audiencias
Estas han sido las audiencias de todas las ediciones del programa.
| Edición                                         | Fecha | Cadena    | Espectadores | Cuota de pantalla |
| ----------------------------------------------- | ----- | --------- | ------------ | ----------------- |
| La ruleta de la fortuna: Primera edición        | 1990  | Antena 3  |              |                   |
| La ruleta de la fortuna: Segunda edición        | 1991  | Antena 3  |              |                   |
| La ruleta de la fortuna: Tercera edición        | 1992  | Antena 3  | 1 092 000    | 13,9%             |
| La ruleta de la fortuna: Cuarta edición         | 1993  | Telecinco | 1 022 000    | 19,2%             |
| La ruleta de la fortuna: Quinta edición         | 1994  | Telecinco | 1 242 000    | 17,8%             |
| La ruleta de la fortuna: Sexta edición          | 1995  | Telecinco | 1 670 000    | 24,2%             |
| La ruleta de la fortuna: Séptima edición        | 1996  | Telecinco | 1 635 000    | 22,1%             |
| La ruleta de la fortuna: Octava edición         | 1997  | Telecinco | 2 029 000    | 25,1%             |
| La ruleta de la suerte: Novena edición          | 2006  | Antena 3  | 1 315 000    | 25,7 %            |
| La ruleta de la suerte: Décima edición          | 2007  | Antena 3  | 1 278 000    | 26,5 %            |
| La ruleta de la suerte: Decimoprimera edición   | 2008  | Antena 3  | 1 199 000    | 24,5 %            |
| La ruleta de la suerte: Decimosegunda edición   | 2009  | Antena 3  | 1 174 000    | 22,7 %            |
| La ruleta de la suerte: Decimotercera edición   | 2010  | Antena 3  | 1 023 000    | 19,0 %            |
| La ruleta de la suerte: Decimocuarta edición    | 2011  | Antena 3  | 1 083 000    | 18,2 %            |
| La ruleta de la suerte: Decimoquinta edición    | 2012  | Antena 3  | 1 133 000    | 17,5 %            |
| La ruleta de la suerte: Decimosexta edición     | 2013  | Antena 3  | 1 112 000    | 18,0 %            |
| La ruleta de la suerte: Decimoséptima edición   | 2014  | Antena 3  | 1 075 000    | 17,8 %            |
| La ruleta de la suerte: Decimoctava edición     | 2015  | Antena 3  | 1 030 000    | 17,1 %            |
| La ruleta de la suerte: Decimonovena edición    | 2016  | Antena 3  | 987 000      | 16,4 %            |
| La ruleta de la suerte: Vigésima edición        | 2017  | Antena 3  | 1 086 000    | 15,7 %            |
| La ruleta de la suerte: Vigesimoprimera edición | 2018  | Antena 3  | 1 496 000    | 15,3 %            |
| La ruleta de la suerte: Vigesimosegunda edición | 2019  | Antena 3  | 1 459 000    | 15,5 %            |
| La ruleta de la suerte: Vigesimotercera edición | 2020  | Antena 3  | 1 659 000    | 15,9 %            |
| La ruleta de la suerte: Vigesimocuarta edición  | 2021  | Antena 3  | 1 698 000    | 18,7 %            |
| La ruleta de la suerte: Vigesimoquinta edición  | 2022  | Antena 3  | 1 669 000    | 20,5 %            |
| La ruleta de la suerte: Vigesimosexta edición   | 2023  | Antena 3  | 1 589 000    | 20,7 %            |
| La ruleta de la suerte: Vigesimoséptima edición | 2024  | Antena 3  | 1 539 000    | 21,3%             |
| La ruleta de la suerte: Vigesimoctava edición   | 2025  | Antena 3  | 1 653 000*   | 22,6%*            |

El programa más visto de la historia fue emitido el 20 de abril de 2020 con 2 112 000 espectadores y un 15,8 % de share, mientras que el más competitivo fue el emitido el 9 de marzo de 2007 con un 31,3 % de share y 1 449 000 espectadores.